# 维森
维森（德語：Wissen）是德国莱茵兰-普法尔茨州的一个市镇。总面积34.88平方公里，总人口8056人，其中男性3963人，女性4093人（2011年12月31日），人口密度231人/平方公里。

## 友好城市
- 法國 沙尼